# Церковь Ам-Штайнхоф
Церковь Ам-Штайнхоф (нем. Kirche am Steinhof — букв. «У Штайнхофа», также церковь Святого Леопольда (нем. Kirche zum heiligen Leopold)) — церковь, построенная по проекту Отто Вагнера на холме Штайнхоф некогда в пригороде Вены, а ныне в венском районе Пенцинг на территории венской психиатрической больницы. Памятник модерна. Художественное оформление выполнено Коломаном Мозером (витражи и мозаики), Рихардом Лукшем и Отмаром Шимковицем (скульптура). Посвящена покровителю Австрии — св. Леопольду (башни при входе украшают статуи св. Леопольда и св. Северина).

## История

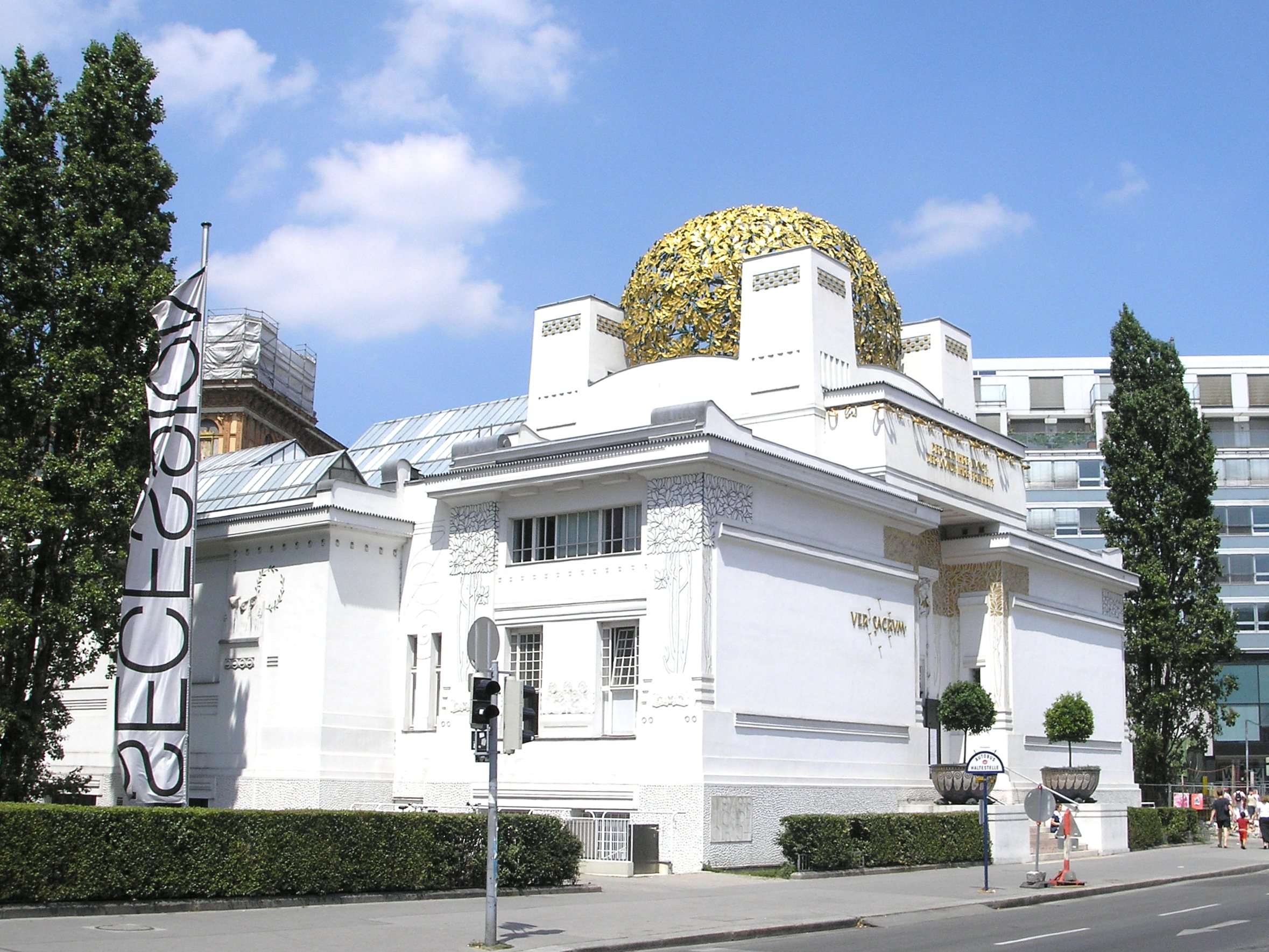
Дворец Сецессиона

В 1902 году Отто Вагнер выиграл первый приз в конкурсе на строительство психиатрической больницы в Гуттельдорфе, однако он построил только церковь Святого Леопольда, которая теперь считается одной из важнейших церквей XX века.

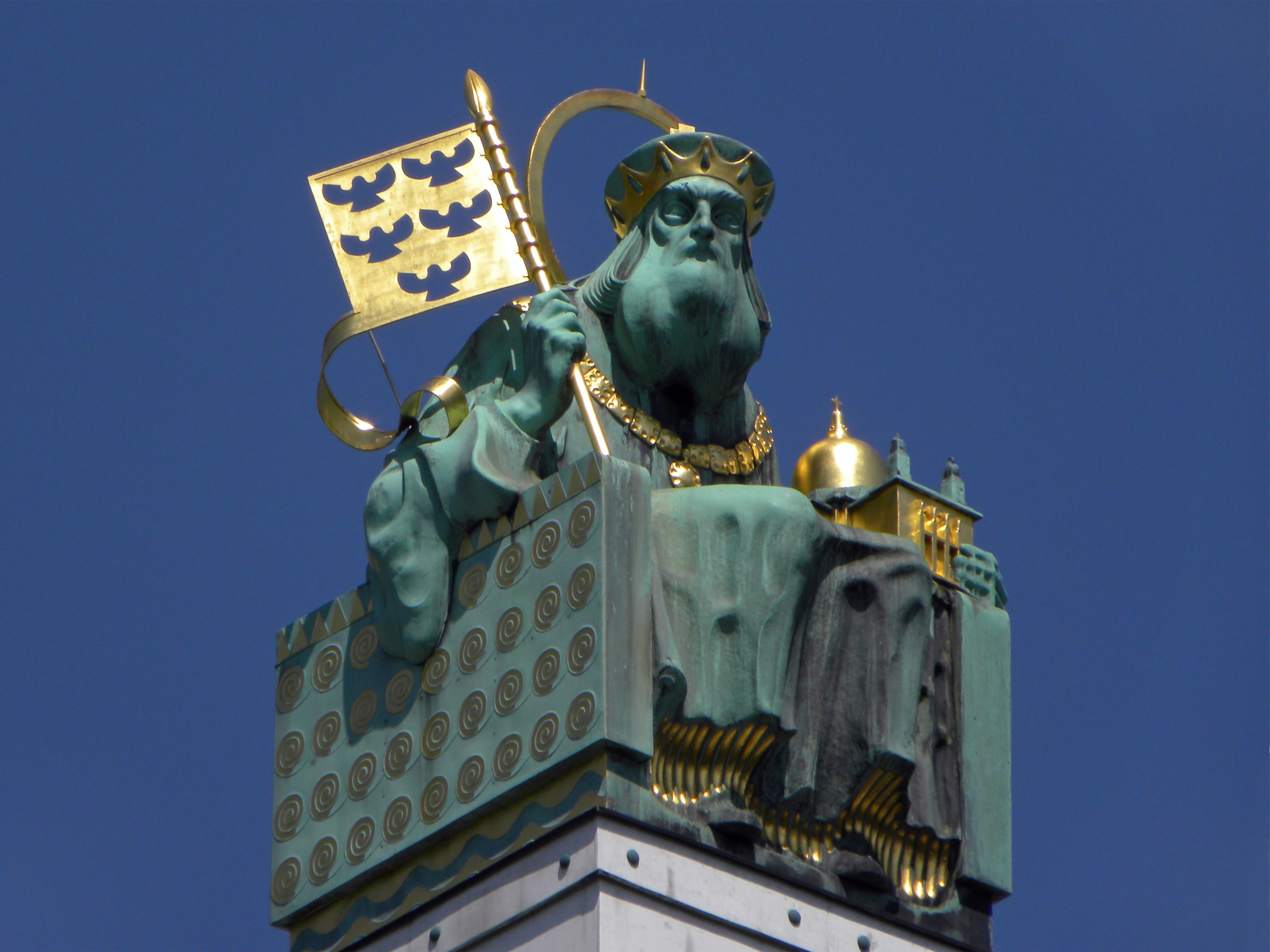
Святой Леопольд

Макет проекта церкви был представлен в 1903 году во время 23-й выставки в доме сецессиона. Строительство началось в июне 1905 года. Отто Вагнеру помогали два другие архитектора, Отто Шенталь и Марсель Каммерер, и много выдающихся мастеров: Коломан Мозер (витражи и мозаики); Отмар Шимковиц (статуи четырех ангелов над главным входом); Рихард Лукш (две скульптуры святых покровителей Австрии — Святого Леопольда и Святого Северина, изготовленные из бронзы).
После завершения строительства церковь была доступна только для сотрудников приюта, его пациентов и их семей. Только в 1981 году больница согласилась открыть церковь для общественности, но только один день в неделю. Здесь происходят обряды бракосочетания и крещения. Церковь вновь открыта после реставрации в октябре 2006 года. Платный доступ (экскурсии) посетителей разрешён по субботам; службы, закрытые для публики со стороны, проводятся по воскресеньям.

## Архитектурные особенности
Церковь построена на вершине холма, на высоте 310 метров над уровнем моря, при этом в нарушение канона ориентирована по оси север-юг. Она рассчитана на 800 молящихся. Интерьеры устроены с учётом того, что прихожане — психиатрические больные: все углы внутри церкви закруглены, алтарь физически отделён от главного зала. Доступ в храм — раздельно для мужчин и женщин, при этом предусмотрены особые служебные выходы для эвакуации больных; исповедальни, в отличие от обычных церквей, относительно открытые. Даже скамьи для верующих были первоначально спроектированы раздельно для различных категорий больных. Потолок под главным куполом украшен символами четырёх евангелистов, витражи — образами святых, над алтарём изображено восхождение души на небо. Фасад здания облицован двухсантиметровыми плитами из каррарского мрамора. Пол покрыт белой и черной плиткой. Церковь украшают множество металлических элементов — болтов и шпилек, которые оставлены открытыми.
Интерьер церкви в белых и золотых цветах состоит из единственной нефа, в нем могут разместиться 800 верующих, в том числе 400 сидячих мест. Купол украшен изображениями четырех евангелистов: Матфея, в виде человека; Марка, в виде льва; Луки в виде вола и Иоанна в виде орла. Витраж, благодаря использованию синих и фиолетовых тонов препятствуют проникновению слишком яркого света. Красочная мозаика Форстера, размещена за алтарем, изображает сцену приема душ на небесах. Среди святых — изображение Святой Димфны, покровительницы людей, страдающих от душевных болезней. Церковь оборудована туалетами и помещения скорой помощи.
Церковь построена в форме греческого креста, увенчанная куполом, который покрыт позолоченными медными листами и завершается золотым крестом. Купол стягивается металлическим кольцом, которое противодействует боковому растяжению, поэтому он не имеет обычных опор. Вход к церкви с южной стороны осуществляется через три двери: для женщин, для мужчин и для больных. Над монументальным портиком находятся четыре фигуры ангелов. Фасад также имеет на своей верхушке две большие башни, каждая из которых завершена статуей святого.
Церковь была открыта 8 октября 1907 года. И лишь в 1913 году была завершена живопись алтаря Леопольдом Форстером по проекту Ремиуса Гейлинга.

## Галерея

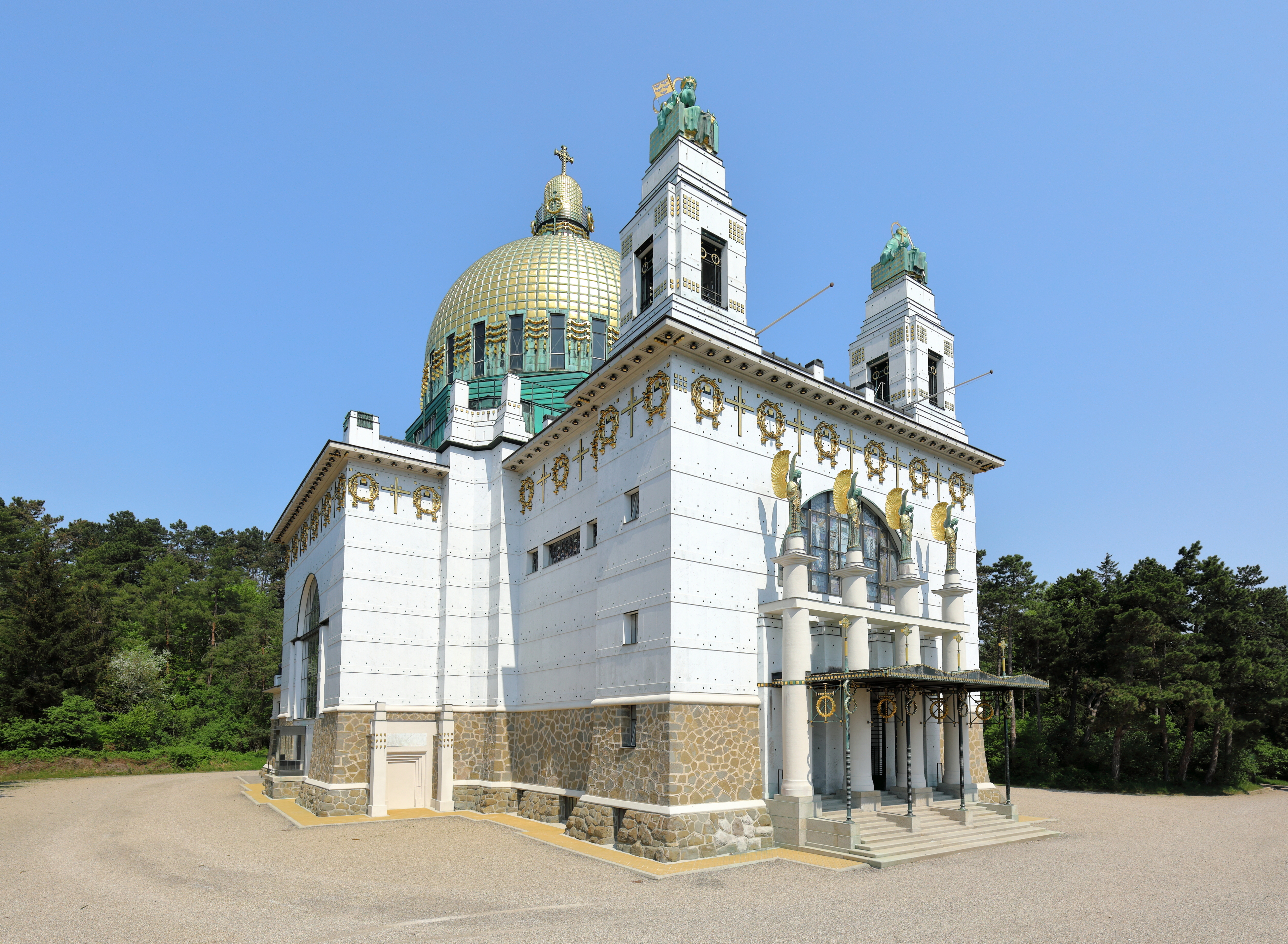
Фасад церкви
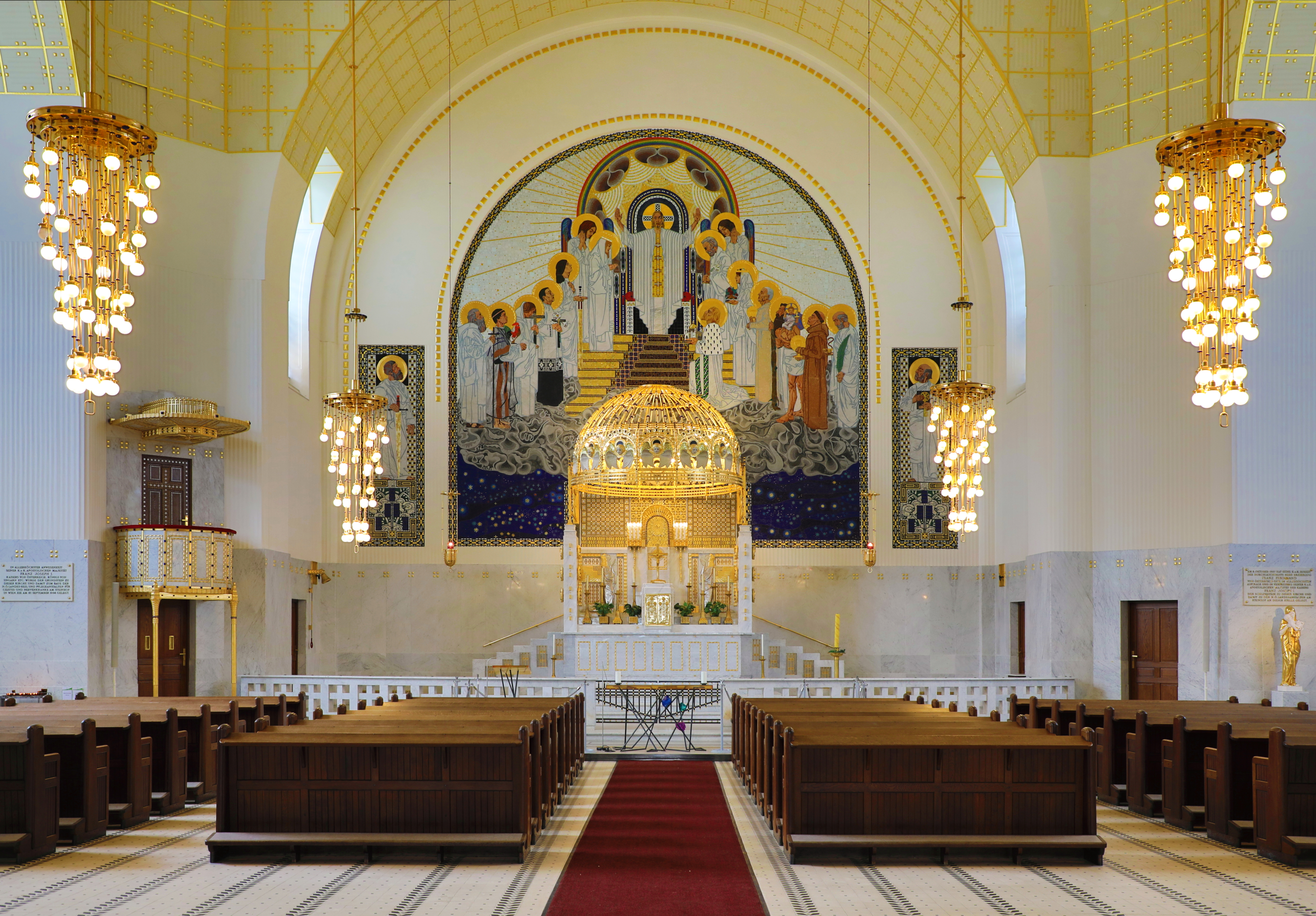
Интерьер
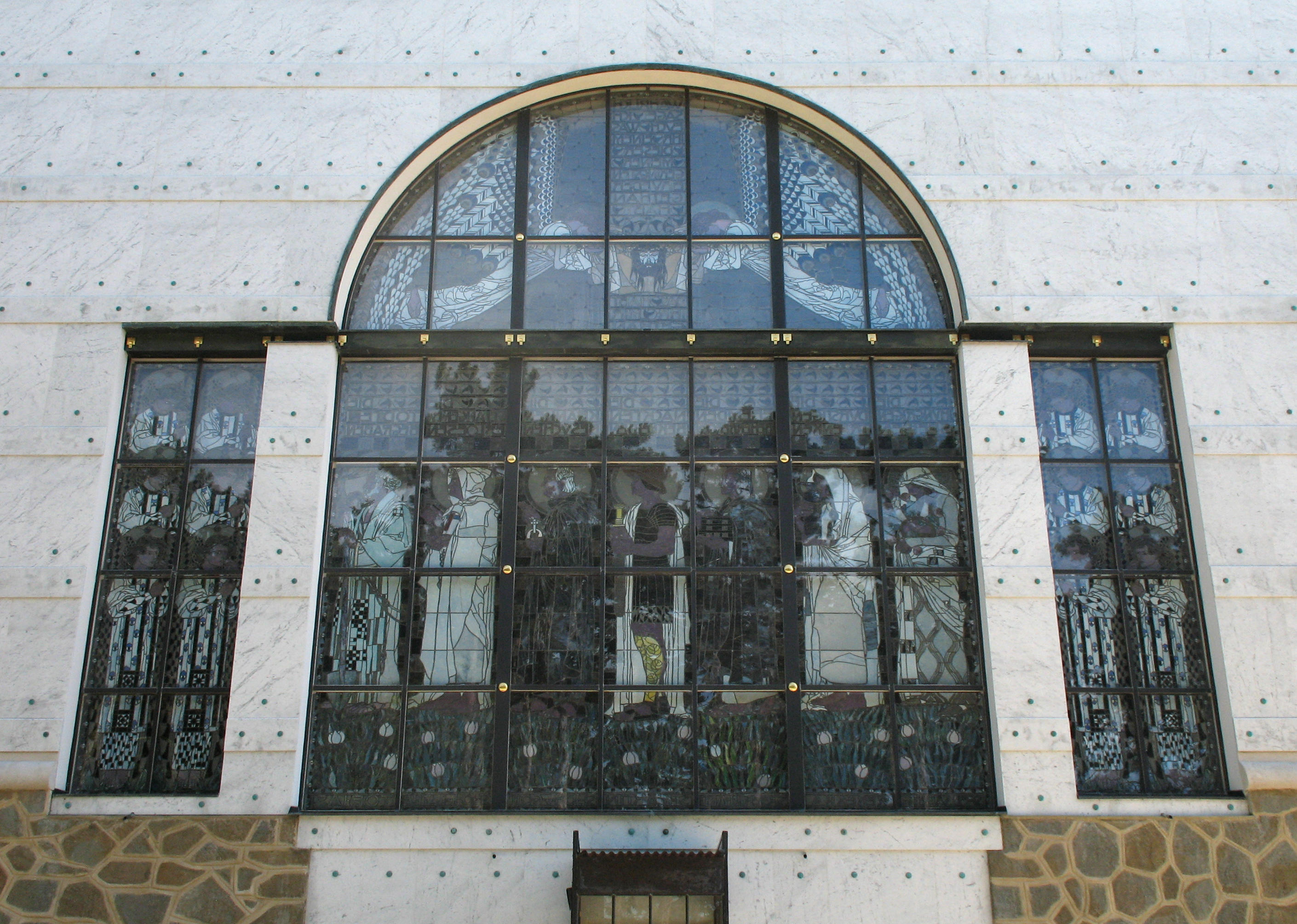
Витраж
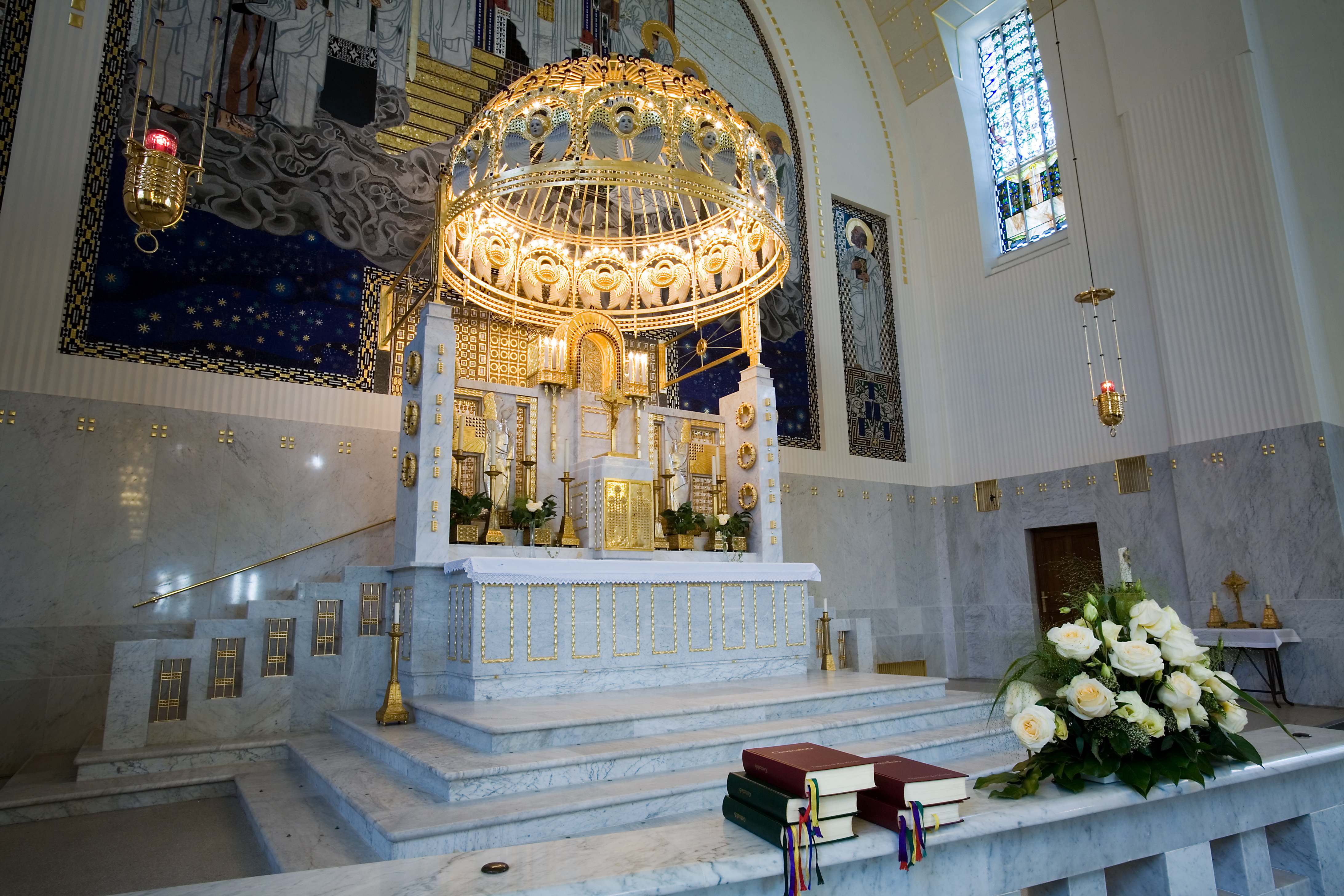
Интерьер